# Alexis Lebrun
Alexis Lebrun (Montpellier, 27 de agosto de 2003) es un deportista francés que compite en tenis de mesa. Su hermano Félix compite en el mismo deporte.
Participó en los Juegos Olímpicos de París 2024, obteniendo una medalla de bronce en la prueba de equipo. En los Juegos Europeos de Cracovia 2023 consiguió dos medallas de bronce (individual y por equipo).
Ganó dos medallas en el Campeonato Mundial de Tenis de Mesa, en los años 2024 y 2025, y cuatro medallas en el Campeonato Europeo de Tenis de Mesa entre los años 2022 y 2024.

## Palmarés internacional
| Juegos Olímpicos   | Juegos Olímpicos      | Juegos Olímpicos  | Juegos Olímpicos |
| Año                | Lugar                 | Medalla           | Prueba           |
| ------------------ | --------------------- | ----------------- | ---------------- |
| 2024               | París (Francia)       | Medalla de bronce | Equipo           |
| Campeonato Mundial |                       |                   |                  |
| Año                | Lugar                 | Medalla           | Prueba           |
| 2024               | Busan (Corea del Sur) | Medalla de plata  | Equipo           |
| 2025               | Doha (Catar)          | Medalla de bronce | Dobles           |
| Juegos Europeos    |                       |                   |                  |
| Año                | Lugar                 | Medalla           | Prueba           |
| 2023               | Cracovia (Polonia)    | Medalla de bronce | Individual       |
| 2023               | Cracovia (Polonia)    | Medalla de bronce | Equipo           |
| Campeonato Europeo |                       |                   |                  |
| Año                | Lugar                 | Medalla           | Prueba           |
| 2022               | Múnich (Alemania)     | Medalla de bronce | Dobles           |
| 2023               | Malmö (Suecia)        | Medalla de bronce | Equipo           |
| 2024               | Linz (Austria)        | Medalla de oro    | Individual       |
| 2024               | Linz (Austria)        | Medalla de oro    | Dobles           |